# Perecin
Perecin (în ucraineană Перечин, transliterat: Perecîn) este așezarea de tip urban de reședință a raionului Perecîn din regiunea Transcarpatia, Ucraina. În afara localității principale, nu cuprinde și alte sate.

## Demografie
Componența lingvistică a așezării de tip urban Perecin
     Ucraineană (94,64%)
     Rusă (3,4%)
     Alte limbi (1,51%)
Conform recensământului din 2001, majoritatea populației așezării de tip urban Perecin era vorbitoare de ucraineană (94,64%), existând în minoritate și vorbitori de rusă (3,4%).